# Echinoptilum elongatum
Echinoptilum elongatum är en korallart som beskrevs av Sydney John Hickson 1916. Echinoptilum elongatum ingår i släktet Echinoptilum och familjen Echinoptilidae. Inga underarter finns listade i Catalogue of Life.